# Stéphane Clemenceau
Stéphane Clemenceau est un footballeur français né le 19 août 1971 à Versailles. Il évolue au poste de milieu de terrain.

## Biographie
Clemenceau dispute son premier match professionnel lors de la saison 1988-1989. Après avoir joué dix matchs en deux saisons, il devient titulaire en saison 1990-1991 et reste deux saisons comme un élément récurrent de cette équipe. Orléans termine avant-dernier de son groupe de D2 lors de l'exercice 1991-1992 et est relégué. 
Le joueur quitte le club et s'engage avec le JGA Nevers, jouant en Nationale 1, qui fait faillite en 1993. Clemenceau se tourne alors vers le Tours FC, ayant évité de peu la disparition, et joue en Nationale 2 (quatrième division). Il retourne en Nationale 1, portant successivement les maillots de l'US Créteil, du FCM Auvervilliers, où il connaît une relégation en CFA, puis du Poitiers FC.